# Nicolaas Kuiper

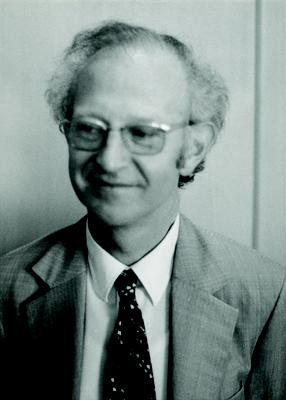
Nicolaas Kuiper (1975)

Nicolaas Hendrik „Nico“ Kuiper (* 28. Juni 1920 in Rotterdam; † 12. Dezember 1994 in Utrecht) war ein niederländischer Mathematiker.

## Leben
Kuiper studierte 1937 bis 1941 an der Universität Leiden, wo er 1941 seine erste mathematische Arbeit veröffentlichte. Er wurde 1946 in klassischer Differentialgeometrie (Untersuchungen über Liniengeometrie) bei Willem van der Woude an der Universität Leiden promoviert. Ende der 1940er- und Anfang der 1950er-Jahre war er zu Gastaufenthalten in den USA an der University of Michigan bei Raoul Bott (wo er auch Stephen Smale traf) (Februar–Juni 1954) und am Institute for Advanced Study (wo er mit Shiing-Shen Chern zusammenarbeitete) (September 1947 – Juni 1949).
Danach war er Professor an der Landwirtschaftlichen Hochschule (Landbouwhogeschool) in Wageningen (wo er sich mit Statistik befasste für den Entwurf von Züchtungsversuchen) und ab 1962 Professor für Mathematik an der Universität Amsterdam. 1971 bis 1985 war er Direktor des IHES bei Paris. Nach seinem Ruhestand 1985 blieb er zunächst am IHES, zog aber 1991 wieder in die Niederlande.
1970 bis 1974 war er im Executive Committee der International Mathematical Union. Am IHES ist die Bibliothek nach ihm benannt.
Kuiper befasste sich mit vielen Gebieten der Mathematik, insbesondere aber mit Differentialgeometrie, Differentialtopologie und algebraischer Topologie. Er leistete wichtige Beiträge zur Theorie der Immersionen (Anfang der 1960er Jahre führte er straffe Immersionen ein) und den Nash-Einbettungssätzen. Zum Beispiel bewies er die zentrale Rolle der Veronese-Fläche bei Immersionen zweidimensionaler Flächen in den fünfdimensionalen euklidischen Raum. Er ist bekannt für einen Satz zur Topologie von Hilberträumen (wo er zeigte, dass die Einheitssphäre kontraktibel ist), den Satz von Kuiper, und für einen nach ihm benannten Test in der Statistik.
Er war Mitglied der Königlich-Niederländischen Akademie der Wissenschaften. Er war Ritter des Ordens vom Niederländischen Löwen und Ritter der französischen Ehrenlegion. Seit 1978 war er Mitglied der Brasilianischen Akademie der Wissenschaften. 1984 wurde er Ehrendoktor der Brown University. 1990 wurde er mit dem Gay-Lussac-Humboldt-Preis ausgezeichnet. Im selben Jahr wurde er zum korrespondierenden Mitglied der Göttinger Akademie der Wissenschaften gewählt.
Zu seinen Doktoranden zählen Eduard Looijenga, Dirk Siersma und Floris Takens.